# James Lovelock
James Ephraim Lovelock (26. července 1919, Letchworth, Hertfordshire, Anglie – 26. července 2022, Abbotsbury, Dorset, Anglie) byl anglický nezávislý vědec, environmentalista a futurolog. Nejvíce se proslavil jako autor teorie Gaia, která předpokládá, že Země funguje jako samoregulující se superorganismus.
Lovelock získal doktorát z medicíny a svou kariéru zahájil prováděním kryoprezervačních experimentů na hlodavcích, včetně úspěšného rozmrazování zmražených vzorků. Jeho metody měly vliv na teorie kryoniky (kryokonzervace lidí). Vynalezl detektor elektronového záchytu a s jeho pomocí jako první zjistil širokou přítomnost chlor-fluorované uhlovodíků v atmosféře. Při navrhování vědeckých přístrojů pro NASA navrhl teorii Gaia.
V prvním desetiletí 21. století navrhl metodu geoinženýrství, kdy mořské řasy měly spotřebovávat oxid uhličitý a snižovat jeho koncentraci. Byl otevřeným členem organizace Environmentalisté pro jadernou energii, tvrdil, že za odporem proti jaderné energii stojí zájmy fosilních paliv, přičemž se odvolával na škodlivé účinky oxidu uhličitého na životní prostředí a varoval před globálním oteplováním v důsledku skleníkového efektu. Od konce 70. let 20. století byl autorem několika knih o životním prostředí založených na hypotéze Gaia.

## Život
Lovelock se narodil v Letchworth Garden City v hrabství Hertfordshire a Anglii. Získal nejdřív titul bakaláře chemie na University of Manchester (1941), v roce 1948 získal titul Ph.D. v medicíně na London School of Hygiene and Tropical Medicine, a v roce 1959 titul D.Sc. v oboru biofyzika.
V roce 1961 se v NASA účastnil programu výzkumu Marsu (sondy Viking 1 a Viking 2 – pracoval na vývoji některých přístrojů). Právě srovnání mezi podmínkami na Marsu a na Zemi ho přivedlo k formulování nejprve hypotézy, později teorie Gaia. Tuto teorii rozpracoval především v 70. letech, řadu publikací o ní uveřejni i později.
Teorie Gaia chápe planetu Zemi a život na ní jako jeden sám sebe regulující superorganismus. Tato teorie se stala inspiračním zdrojem hnutí New Age a řadě ekologických organizací. Často však byla používána způsobem a mírou, jakou jím původně nebyla myšlena. Lovelock interakci mezi Zemí a živou přírodou chápal jako seberegulující mechanismus, ale nikdy si nemyslel, že veškerý život na Zemi společně tvoří jedinou bytost (a už vůbec ne s vlastním vědomím).
Lovelock patří mezi vědce, kteří už dlouhou dobu varují před globálním oteplováním; oproti jiným vědcům je značně pesimistický. Domnívá se, že systém (pozitivních) zpětných vazeb způsobí masivní urychlení globálního oteplování, které může do konce 21. století způsobit smrt miliard lidí. Jednou z možností, jak toto oteplování zpomalit, je podle Lovelocka masivní expanze jaderné energetiky.
Mediální senzaci článkem způsobil preferencí jaderné energetiky už v roce 2004 (pro se však ve skutečnosti vyslovoval už dřív).
Spolu s Chrisem Replayem taky navrhl jiný, netradiční způsob boje s globálním oteplováním: systém rour by pumpoval „výživnější“ vodu z dolních vrstev oceánu do vyšších, čímž by mohlo být stimulováno pohlcování uhlíku mořskými organismy. Tento návrh se však nedočkal příliš vlídného přijetí.
Lovelock stál u zrodu kryoniky, která se zabývá zmrazováním a opětovným rozmrazováním organismů, a je rovněž vynálezcem řady přístrojů a technických zlepšení, např. vynalezl detektor elektronového záchytu.
Zemřel v den svých 103. narozenin po komplikacích způsobených pádem.

## Seznam publikací v češtině
- Gaia : živoucí planeta, přeložil Anton Markoš, Praha: Mladá fronta a Ministerstvo životního prostředí České republiky, 1994
- Gaia – Nový pohled na život na Zemi, Prešov : Abies, 1993, ISBN 80-88699-03-7
- Gaia vrací úder : proč se Země brání a jak ještě můžeme zachránit lidstvo, přeložila Jindra Havlíčková, Praha: Academia, 2008, ISBN 978-80-200-1687-4
- Mizející tvář Gaii : poslední varování, přeložila Petra Královcová, Praha: Academia, 2012, ISBN 978-80-200-2118-2
- Novacén: Nadcházející věk hyperinteligence, přeložil Jan Prokeš, Brno: Host, 2022, ISBN 978-80-275-1153-2